# Conqueror (альбом Band-Maid)
Conqueror — шестой студийный альбом японской рок-группы Band-Maid. Вышел 4 декабря 2019 года в цифровом формате и через неделю на дисках. Альбому предшествовали синглы «Glory» и «Bubble», изданные в январе 2019 года. Международная версия была выпущена на лейбле JPU Records и включает английский перевод песен и их транслитерацию на латинице.
Во время записи альбома с Band-Maid связался продюсер Тони Висконти, который узнал о группе благодаря автору песен Тому Кенни. Висконти пригласил участниц Сайки Ацуми и Мику Кобато в нью-йоркскую студию, где он спродюсировал вокальную часть композиции «The Dragon Cries».
Песня «Blooming» использовалась в фильме «Кейт» от Netflix.

## Отзывы критиков
Рецензент сайта Outright Geekery дал альбому оценку 5 из 5, указав, что это «лучший альбом Band-Maid на сегодняшний день», и добавив, что «альбому свойственны многогранность, страсть и один сногсшибательный хит за другим». Обозреватель JRock News также похвалил альбом, отметив развитие Band-Maid в лирическом отношении, разнообразие в написании песен и двойственность между жёсткими и мягкими аспектами звучания группы.

## Список композиций
Автор слов для всех песен, кроме «The Dragon Cries» (Том Кенни), — Мику Кобато. Продюсер всех песен, кроме «The Dragon Cries» (Тони Висконти), — Band-Maid.
| №                   | Название                 | Длительность |
| ------------------- | ------------------------ | ------------ |
| 1.                  | «Page»                   | 4:17         |
| 2.                  | «Glory»                  | 3:39         |
| 3.                  | «Liberal»                | 3:14         |
| 4.                  | «Endless Story»          | 3:44         |
| 5.                  | «Mirage»                 | 3:57         |
| 6.                  | «At the Drop of a Hat»   | 4:19         |
| 7.                  | «Wonderland»             | 3:55         |
| 8.                  | «Azure»                  | 2:49         |
| 9.                  | «Dilemma»                | 3:36         |
| 10.                 | «Bubble»                 | 3:46         |
| 11.                 | «The Dragon Cries»       | 3:55         |
| 12.                 | «Flying High»            | 3:42         |
| 13.                 | «Catharsis» (カタルシス) | 3:18         |
| 14.                 | «Blooming»               | 3:49         |
| 15.                 | «Rinne» (輪廻)           | 3:27         |
| Общая длительность: | Общая длительность:      | 55:27        |

## Участники записи
- Сайки Ацуми — вокал
- Мику Кобато — ритм-гитара, вокал
- Канами Тоно — соло-гитара
- Миса — бас-гитара
- Аканэ Хиросэ — барабаны

## Чарты
| Чарт (2019)                          | Высшая позиция |
| ------------------------------------ | -------------- |
| Japan Hot Albums (Billboard Japan)   | 9              |
| Japanese Albums (Oricon)             | 9              |
| Japanese Rock Albums (Oricon)        | 1              |
| UK Rock & Metal Albums (OCC)         | 11             |
| US World Albums (Billboard)          | 11             |
| US Heatseekers Albums (Billboard)    | 19             |
| US Hard Rock Album Sales (Billboard) | 25             |